# 망치부인
망치부인(본명: 이경선, 1969년 5월 24일(음력 4월 9일 ~ ))은 대한민국의 정치평론 분야 아프리카TV BJ이다. 86세대로서 학생운동을 했고 이후 정치인 김근태의 사상을 이어받았다. 2007년 1월 17일부터 인터넷 방송사 아프리카TV에서 <망치부인의 생방송 시사 수다>방을 운영하였다. 2017년 1월 17일 10주년을 맞았다. 2019년 12월 16일을 기준으로 시청자 수 194,790명, 방송시간 총 90,185시간, 누적 시청자 수는 총 165,236,799명에 이르렀다
ㅡ 이ㅈㅁ 을 옹호하고 문ㅈㅇ 전 대통령 을 비난하는
김ㅇㅁ 등 소위 개딸들을 극찬하는 세력 과
싸우는 평화주의자
극우나 일베일당 들이 무서워하는
이 시대의 거북선 이라고 볼수 있다

## 학력
- 경희대학교 사학과 졸업

## 경력
- '사회탐구' 영역 학원강사 및 개인교습 12년
- 외국계 금융회사 영업사원 근무 2년
- '한반도평화와경제발전전략연구재단' 근무 4년

## 생애
이경선은 1969년 5월 24일(음력 4월 9일) 서울에서 태어났고 경희대학교 역사학과를 졸업하였다. 대학 졸업 후 학원 강사, 정치연구소 구성원, 보험설계사 등으로 일했다. 2007년부터 아프리카TV 창립자이자 대표 문용식의 권유로 인터넷 방송사 아프리카TV에서 <망치부인의 생방송 시사 수다>를 진행하기 시작하였다. 정치인 김용석의 아내로 김용석은 도봉구의원, 서울시의원 등으로 활동한 인물이다. 김용석과의 사이에 딸 한 명을 두었다.
'망치부인'이라는 명칭은 미국 영화 《쇼생크 탈출》에서 영감을 받은 것으로, '망치'라는 단어는 영화 주인공 앤디 듀프레인(팀 로빈스 분)이 감옥을 탈출하기 위해 사용하였던 작은 조각용 '망치'를 의미하며, 영화에서 '망치'는 억울한 누명을 쓴 주인공을 감옥으로부터 탈출시키고 배수관이 흐르는 냇물에 버려지는데, 이경선 본인도 상식이 통하는 사회를 만드는 데 일조하다가 자신의 공에 연연하지 않고 영화 속 '망치'처럼 대중으로부터 잊혀지고 싶다는 뜻으로 자신의 별칭을 '망치부인'으로 선택했다고 이경선은 자신의 방송을 통해 설명하였다. 10여 년간 사회탐구 영역 강사로 활동한 경험을 살려 대중의 눈높이에 맞춘 시사 평론을 지향하였다. 게임방, 먹방이 대부분을 차지하는 아프리카TV에서 시사 평론으로 오랫동안 자리를 지키며 사랑을 받아 여러 해에 걸쳐 방송상도 받았다.
한미 FTA에 반대하기 위해 열린우리당 천정배, 임종인 의원 등이 단식농성을 시작한 데 이어, 2007년 3월 27일 열린우리당의 김근태 의원이 단식농성에 참여했을 때, 이경선은 김근태 의원의 단식농성 생중계 방송을 진행하였다. 대한민국 역사상 국회의사당 안에서 일반인이 자신의 정치적 의사를 인터넷 생중계한 것은 이 방송이 최초였다. 아프리카TV의 ‘김근태방송국’을 통해 생중계된 이 방송은 2007년 3월 29일까지 약 1만 3천 명의 시청자가 다녀갈 정도로 네티즌들의 관심을 받았다.
2010년 <망치부인의 생방송 시사 수다> 방송은 아프리카TV에서 선정하는 BJ 랭킹에서 상위권을 유지했다. 안철수와 박원순의 서울시장 후보 단일화 선언이 있었던 2011년 9월 6일에는 실시간 시청자수가 3200여 명까지 순식간에 폭증하였다.
2014년 12월 12일, 이경선은 '세월호를 기억하는 필라사람들의 모임(필라세사모)' 초청으로 펜실베이니아주 엠블러에 있는 메노나이트교회에서 '세월호를 통해 바라본 한국사회'라는 주제로 시사강연회를 가졌다.

## 논란

### 선거법 위반
2012년 11월 16일, 4·11 총선 당시 서울 도봉 갑 지역구 야권 단일화 과정에 대해 이백만 당시 통합진보당 후보를 허위사실로 비방한 혐의(공직 선거법 위반) 등으로 불구속 기소된 이경선에 대해 서울북부지법 형사11부(부장판사 김재환)는 "지난 4ㆍ11 총선을 앞두고 허위사실을 퍼트리며 상대 후보를 비방한 이경선 씨에게 징역 8월을 선고하고 법정 구속했다"라고 밝혔다. 이에 대해 이경선은 항소했고 이후 <망치부인의 생방송 시사 수다방> 웹사이트 첫 화면에 2심 판결문을 게재하였는데, 그 선고 내용은 "피고인을 징역 6개월에 처한다. 다만 이 판결 확정일로부터 2년간 위 형의 집행을 유예한다. 피고인에게 80시간의 사회봉사를 명한다. 이 사건 공소사실 중 허위사실 공표에 의한 공직선거법위반의 점은 무죄."였다. 이경선은 이 웹사이트에 이 판결문을 게시한 이유 보관됨 2016-11-29 - 웨이백 머신에 대해 자신이 방송을 통해 허위사실을 유포했다는 허위사실을 유포하는 사람들이 있어서 이에 대해 반박하기 위해서라고 자신의 방송을 통해 밝혔다.

### 국정원 직원 고소
2013년 10월, 이경선은 2011년부터 2012년까지 자신과 가족에 대한 성폭력적인 내용의 비방글을 올린 '좌익효수'(남성)라는 필명을 사용한 국정원 직원을 '협박, 모욕 및 명예훼손 등의 혐의'로 고소하였다. 이에 앞서 2013년 7월에 통합진보당 오병윤 의원과 광주시당은 '국정원법 위반 및 명예훼손, 모욕 혐의' 등으로 '좌익효수'를 고발했고 이에 국정원은 " '좌익효수'는 국정원 직원이 아니다"라고 해명했으나, 이후 '좌익효수'가 서울시 공무원 간첩 사건 수사에 깊숙히 관여하는 등 국정원 핵심 직원임이 드러나자 "개인적인 문제이며 국정원과는 무관한 일이다"라고 해명했다. 2014년 3월 26일, 서울중앙지방검찰청은 이경선으로부터 고소당한 국정원 직원을 소환하기로 결정하였다. 2016년 4월 21일 서울중앙지법 형사5단독 이창경 판사는 모욕죄 및 국정원법 위반 혐의로 기소된 '좌익효수'에 대해 징역 6개월에 집행유예 1년을 선고했다. 이창경은 '좌익효수'의 혐의 가운데 모욕죄만 인정했을 뿐 국정원법 위반 혐의 등은 무죄로 판단했다. 하지만 검찰이 '좌익효수'를 상대로 주재한 진술조사상에는 검찰 또한 이미 700개 이상의 댓글을 선거 개입 혐의로 판단하였다는 것이 2016년 4월 26일 확인되었다. 그럼에도 불구하고 검찰은 그 중 고작 10개의 댓글만 선거 개입 혐의로 재판에 넘겨서 무죄가 나왔던 것이다. 이런 사실이 언론을 통해 알려진 후인 2016년 4월 27일 검찰은 '좌익효수'를 대상으로 항소를 제기했다. 2016년 4월 28일 '좌익효수'도 자신의 재판 결과에 대해 항소를 제기했다.

## 어록
- 현재 사용중인 닉네임의 유래는?
  - 영화 <쇼생크 탈출>에 주인공이 사용한 망치처럼 살고싶어서 망치부인. 억울한 사람들을 오래걸려도 도와주고 잊혀지고 싶다는..
- 나는 어떤 캐릭터?
  - 도봉구 창동 사는 불량주부 망치부인.
- 나에게 방송이란?
  - 내가 세상과 소통하는 가장 효과적인 창
- 나에게 시청자란?
  - 나에게 진행 방향을 알려주는 등대, 나의 부족함을 깨닫게 해주는 계기판, 힘들고 외로울 때 기댈 언덕
- 나에게 별풍선이란?
  - 10000개부터 블랙..왜냐면 내가 별풍선을 너무 좋아해서 별풍선만 생각하다가 방송의 질이 떨어지게 될까봐 절제하기 위하여..
- 나의 방송을 한 마디로 표현한다면?
  - 온국민이 고등학교 사회탐구 교과서에 나온 내용만 이해해도 세상이 바뀐다는 신념으로 교과서와 언론보도를 바탕으로 진행하는 시사수다방송
- 방송을 위해 내가 노력하는 것들?
  - 아침 6시부터 뉴스청취. 9시부터 종이신문 인터넷뉴스보기. 12시부터 점심과 방송준비. 낮 2시 생방송 시작. 저녁 6시부터 재방송 다음날 생방송까지
- 방송을 하는 것에 대한 주변 사람들의 반응은?
  - 신랑과 딸의 전폭적 지지와 응원, 친정과 시댁 식구들의 이해와 지지, 친구들은 혹시 내가 다칠까봐 걱정 ㅋㅋ
- 나의 팬 자랑을 해본다면?
  - 팬들이 보내주시는 오미자액기스, 유기농쌈채소, 파프리카, 직접 담근 장아찌, 각종 보약 등등으로 연명중입니다. 감사합니다
- 아프리카TV 서비스의 좋은 점은?
  - 날마다 발전하고 있다는 것
- 정치인이란?
  - 장기판의 '말'일 뿐이다. 특정 정치인에게 자아의탁하지 말아야 한다. 정치인 위에 국민이 있다.
- 모친으로부터 받은 영향?
  - 늘 라디오를 듣던 모친 영향으로 일찍 시사에 눈을 떴다. 콩나물을 키우던 모친이 콩나물에 물을 주면서, 이렇게 물이 다 빠져나가는 것 같아도 어느 새 자라있는 콩나물을 기억하라고 했다. 삼국지를 읽어 세상을 보는 통찰력을 가지라고 했다.

## 상훈
- 방송대상 2011 BJ
- 방송대상 2013 BJ
- 방송대상 2014 BJ
- BJ대상 2015 BJ
- BJ대상 2016 BJ (TOP 5)
- BJ대상 2017(시사 학습 대상)
- 베스트 BJ
- 파트너 BJ